# جحلم
جَحْلَم (الاسم العلمي: Alstonia)، جنس نبات واسع الانتشار يتكون من أشجار دائمة الخضرة والشجيرات، من فصيلة الدفلية. سميت من قبل روبرت براون في عام 1811 ، بعد تشارلز ألستون (1685-1760) ، أستاذ علم النبات في أدنبرة من 1716-1760.
تضم حوالي 40 إلى 60 نوع (وفقًا لمؤلفين مختلفين)، مواطنها الأصيلة في أفريقيا الاستوائية وشبه الاستوائية وأمريكا الوسطى وجنوب شرق آسيا وبولينيزيا وأستراليا، معظم الأنواع توجد في إقليم ماليزيا.

## معرض صور

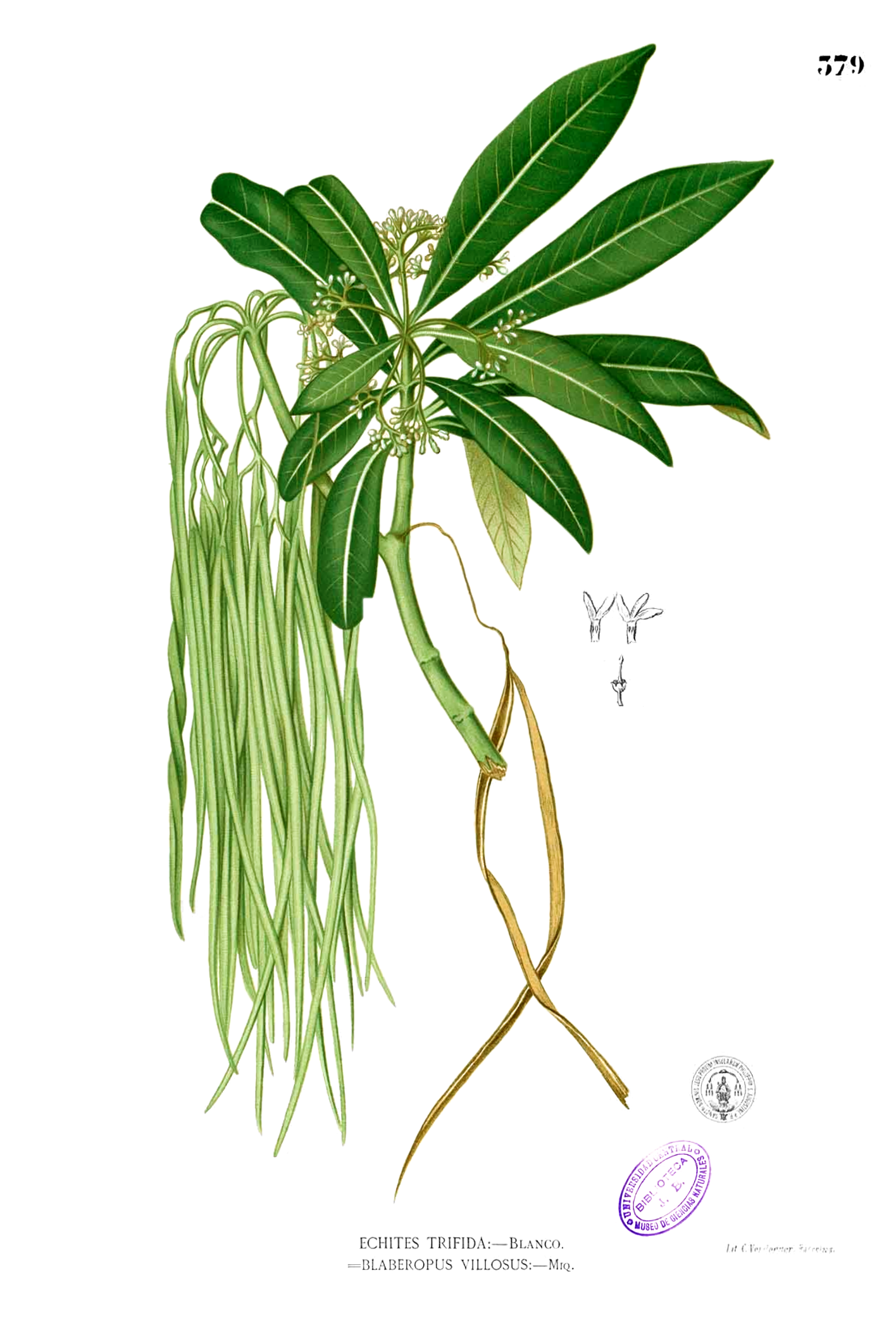
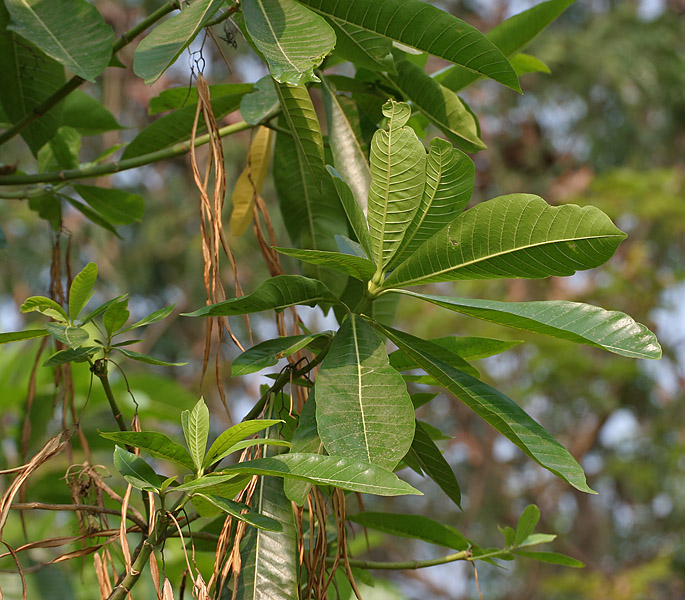
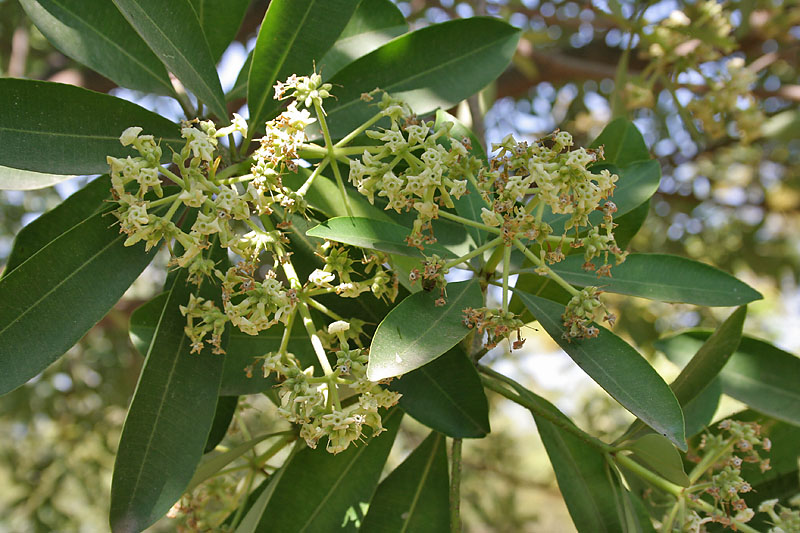